# تانجونگ توکونگ
تانجونگ توکونگ (به انگلیسی: Tanjung Tokong) یک منطقهٔ مسکونی در حومه شهر جرج تاون در ایالت پنانگ، مالزی است. در امتداد ساحل شمال شرقی جزیره پنانگ، مجاور با پولائو تیکوس و به فاصلهٔ ۴ کیلومتر (۲٫۵ مایل) از مرکز شهر واقع شده‌است. در دهه‌های اخیر، دهکدهٔ ماهیگیری سابق به منطقهٔ مسکونی طبقهٔ مرفه جامعه در حاشیه شهر جرج تاون تبدیل شده‌است، که همراه با ایجاد ساختمان‌های بلند مرتبه همانند استریتس کی در خط ساحلی بوده‌است.
این منطقه در دهه‌های پیش، قبل از سال ۱۷۸۶ که کاپیتان فرانسیس لایت پنانگ امروزی را پایه‌ریزی کند، منطقهٔ مسکونی بوده‌است. اعتقاد بر این بود که تانجونگ توکونگ، اولین سکونتگاه چینی‌ها در جزیره پنانگ می‌باشد. تا دههٔ ۱۹۷۰، تانجونگ توکونگ یک دهکدهٔ ماهیگیری بود؛ سرعت روند شهرنشینی، ساختمانهای مسکونی بلند مرتبه کنونی در خطوط ساحلی را به دنبال داشت.